# Ley de Swanson

Ley de Swanson, la curva de aprendizaje de la celda solar desde 1975

La Ley de Swanson observa que el precio de los paneles solares fotovoltaicos cae un 20% cada vez que la producción mundial de paneles duplica sus ventas. Actualmente esto causa que el precio caiga un 75% cada 10 años. Esta ley toma su nombre de Richard Swanson, fundador de Sunpower Corporation y es comparada con la Ley de Moore.